# Goodwood Festival of Speed

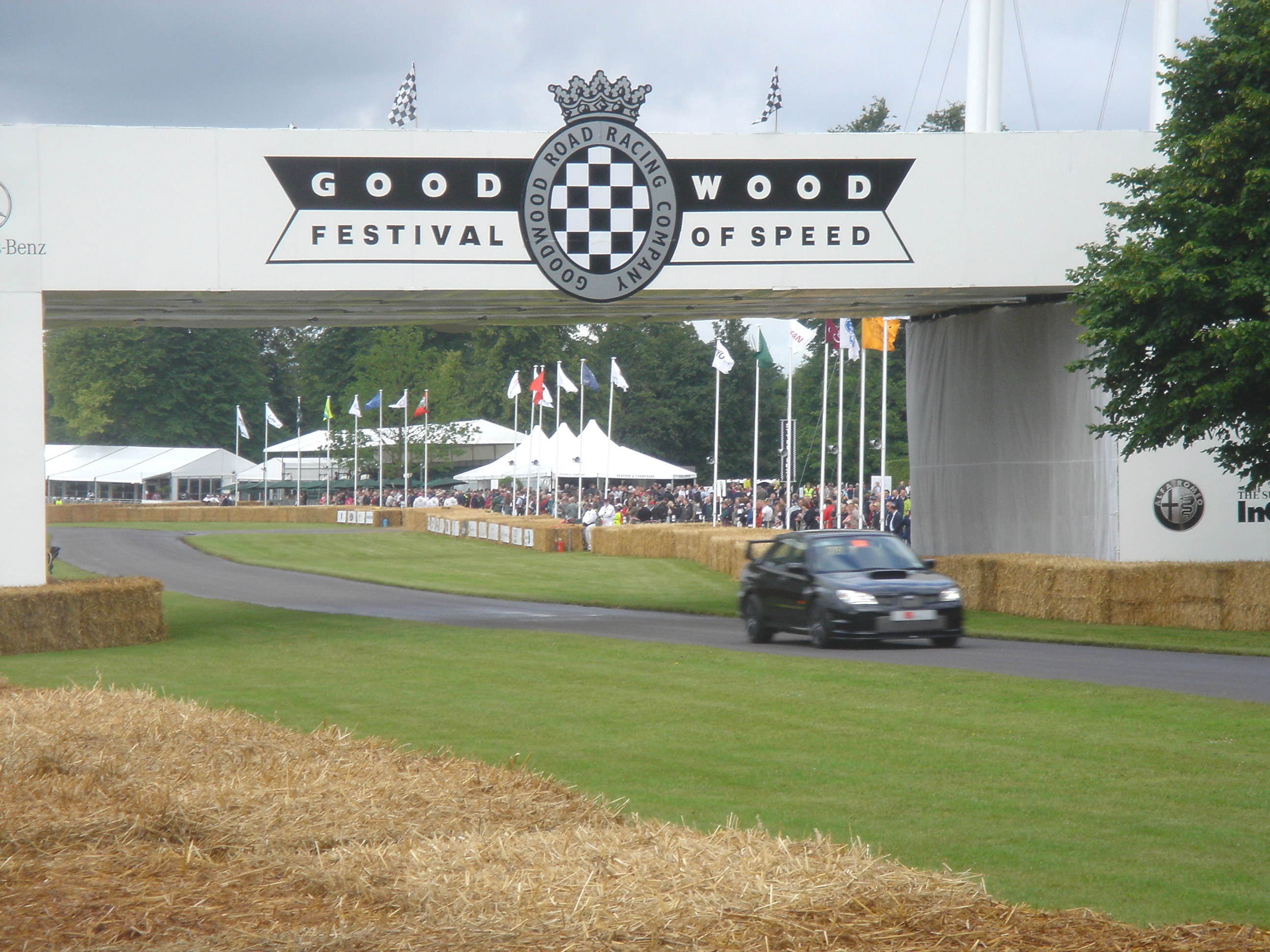
Fußgängerbrücke über die Rennstrecke

Das Goodwood Festival of Speed (FoS) ist eine seit 1993 im Sommer stattfindende Motorsportveranstaltung auf dem Gelände von Goodwood House in Westhampnett bei Chichester in Südengland und zieht jährlich etwa 180.000 internationale Besucher an. Veranstalter ist der motorsportbegeisterte Charles Henry Gordon-Lennox, Duke of Richmond. Es ist die weltweit größte Veranstaltung ihrer Art.

## Vorgeschichte

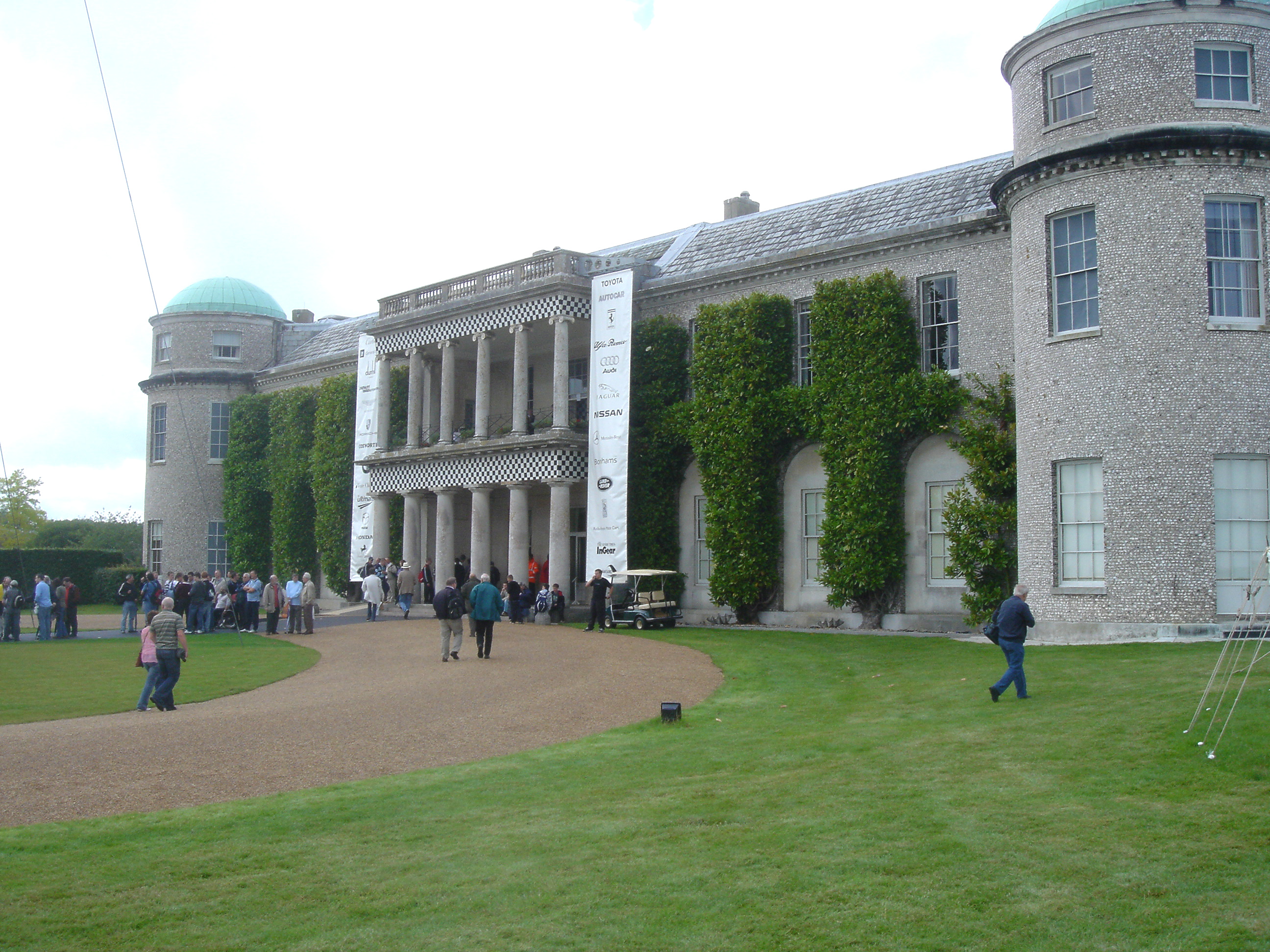
Goodwood House

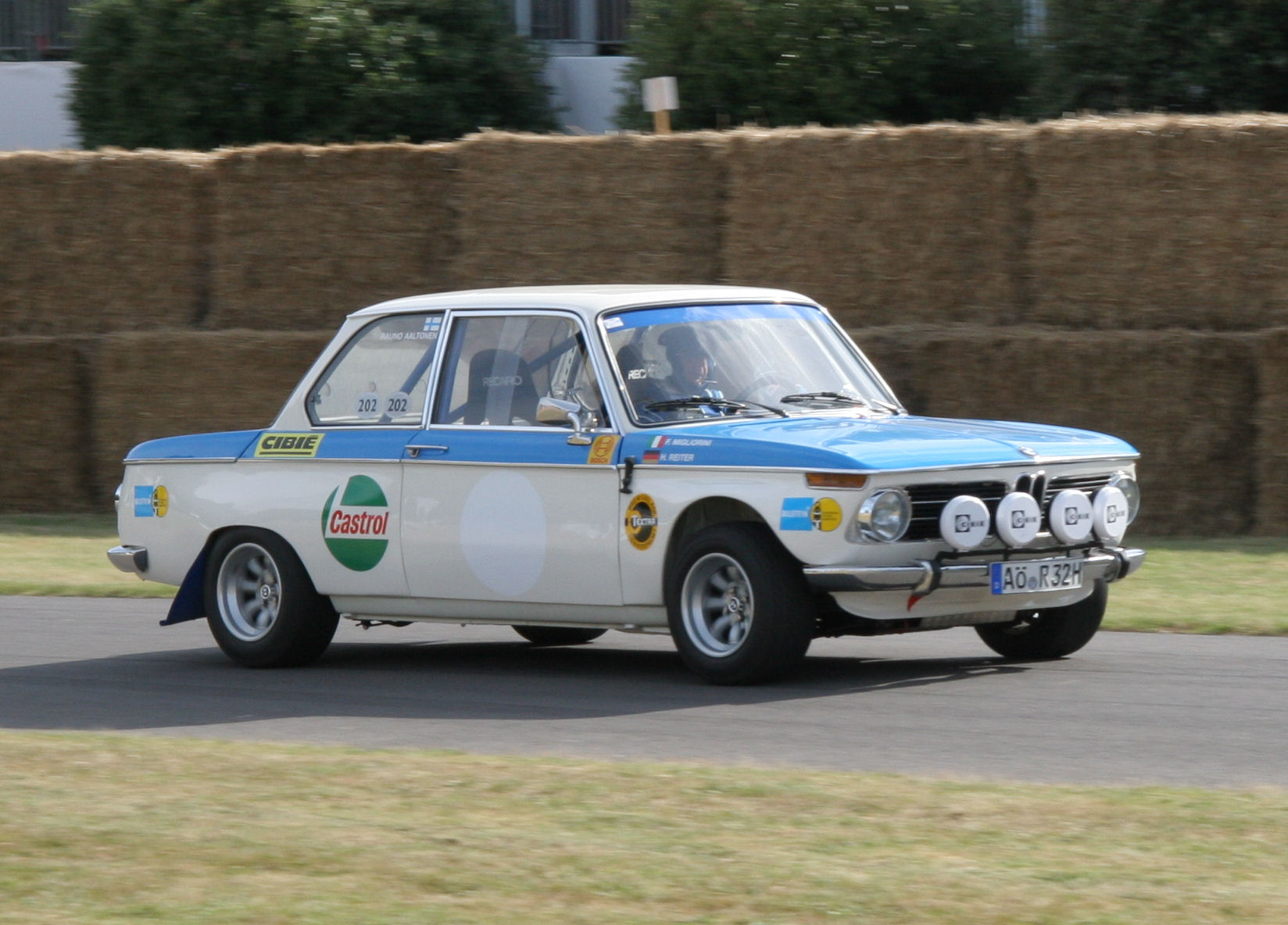
BMW 2002 ti Rally, FoS 2006

Die erste „Motorsportveranstaltung“ in Goodwood war ein privates Bergrennen, das der Rennfahrer Frederick Gordon-Lennox, 9. Duke of Richmond und Großvater des Duke of Richmond, 1936 auf seinem Grund veranstaltete.
Ende der 1930er Jahre hatte das britische Luftfahrtministerium in der Nähe von Westhampnett Land vom Duke of Richmond requiriert, um einen Ausweichlandeplatz für den RAF-Flugplatz Tangmere zu bauen. Nachdem Anfang der 1940er Jahre die ersten Hawker-Hurricane-Verbände nach Westhampnett verlegt hatten, wurde aufgrund des nassen Bodens eine Ringstraße aus Beton gebaut, der später durch Asphalt ersetzt wurde. Zwei Staffelführer nutzten bereits damals die Ringstraße für private Wettfahrten in ihren MGs. Als der Flugplatz nach dem Krieg ausgedient hatte und allenthalben über den Umbau von Flugplätzen zu Rennstrecken nachgedacht wurde (Silverstone, Boreham, Turnberry, Davidstow), folgte auch der Herzog dem Vorschlag eines der Staffelführers und baute den Rundkurs als Rennstrecke, den Goodwood Circuit, aus. Am 18. September 1948 fand das erste Rennen statt. Im Laufe der Jahre war die Rennstrecke Austragungsort zahlreicher Rennen. Aufgrund der immer höheren Geschwindigkeiten genügte die Strecke ab 1966 nicht mehr den Sicherheitsstandards. Der Rennbetrieb wurde daher nach dem letzten Rennen am 2. Juli 1966 eingestellt.

## Rennen

Streckenverlauf

Das Festival of Speed ist mehr eine Hommage an den Motorsport als ein ernst zu nehmendes Rennen, das aber den Hintergrund der ganzen Veranstaltung bildet. Es findet, anders als das Goodwood Revival, nicht auf der Rennstrecke, sondern auf einer Bergstrecke vor Goodwood House und einer Rallystrecke im Wald statt. Die Sunday Times nennt es „eine Kreuzung zwischen dem Großen Preis von Monaco und Royal Ascot“.
Zu sehen sind Renn- und Sportwagen, Rennmotorräder und Rallyeautos aus allen Epochen der Motorsportgeschichte – von Vorkriegsmodellen bis hin zu modernen Formel-1-Boliden, sowie viele ehemalige und aktuelle Rennsportasse (2007: Stirling Moss, Stig Blomqvist, Phil Hill, Jochen Mass, Lewis Hamilton und viele, viele mehr). Das Besondere am Festival of Speed ist, dass die Besucher während der ganzen Veranstaltung alle Fahrerlager betreten können, um die Fahrzeuge zu besichtigen und mit den Fahrern zu sprechen.

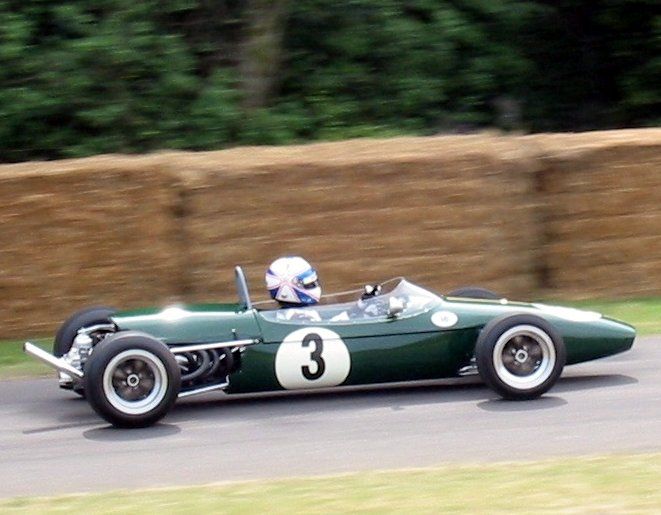
Brabham BT18 Formel 2 (Saison 1966), FoS 2005

Das Rennen wird in Form eines Bergrennens ausgetragen. Die Strecke führt über 1,16 Meilen (1,86 km) einen Hügel hinauf und hat neun Kurven. Juan Pablo Montoya wird dazu von der Sunday Times zitiert: „The narrowest, bumpiest, least grippy course I've ever driven, and I absolutely love it“. (Die engste, buckligste und am wenigsten Bodenhaftung bietende Rennstrecke, die ich je gefahren bin, und ich liebe sie wirklich).
Den Streckenrekord von 39,08 Sekunden (2022) beim Hill Climb Shootout hält Max Chilton mit dem elektrischen McMurtry Spéirling, einem Einsitzer der sich durch Gebläse an die Strecke saugt, wie einst Chaparral 2J und Brabham BT46B.
| Nummer | Jahr | Fahrer            | Fahrzeug                       | Zeit    |
| ------ | ---- | ----------------- | ------------------------------ | ------- |
| 1      | 1993 | Willie Green      | Surtees Cosworth TS20          | 0:56.30 |
| 2      | 1994 | Martin Brundle    | McLaren MP4/9                  | 0:47.80 |
| 3      | 1995 | Jonathan Palmer   | Williams FW08B                 | 0:46.06 |
| 4      | 1996 | Jonathan Palmer   | Williams FW07B                 | 0:45.00 |
| 5      | 1997 | Nick Heidfeld     | McLaren MP4/11B                | 0:47.30 |
| 6      | 1998 | Nick Heidfeld     | McLaren MP4/12                 | 0:48.30 |
| 7      | 1999 | Nick Heidfeld     | McLaren MP4/13                 | 0:41.60 |
| 8      | 2000 | Martin Stretton   | Tyrrell P34                    | 0:45.05 |
| 9      | 2001 | David Franklin    | Ferrari 712 CanAm              | 0:48.26 |
| 10     | 2002 | Rod Millen        | Toyota Celica Pikes Peak       | 0:47.40 |
| 11     | 2003 | Graeme Wight, Jr. | Gould GR51                     | 0:42.90 |
| 12     | 2004 | Justin Law        | Jaguar XJR-12                  | 0:49.26 |
| 13     | 2005 | Justin Law        | Jaguar XJR-12                  | 0:47.96 |
| 14     | 2006 | Richard Lyons     | Nissan 350Z GT500              | 0:49.51 |
| 15     | 2007 | Anthony Reid      | Nissan 350Z GT500              | 0:53.78 |
| 16     | 2008 | Justin Law        | Jaguar XJR8/9                  | 0:44.19 |
| 17     | 2009 | Justin Law        | Jaguar XJR8/9                  | 0:44.40 |
| 18     | 2010 | Roger Wills       | Williams Cosworth FW05         | 0:47.15 |
| 19     | 2011 | Dan Collins       | Lotus Cosworth 88              | 0:48.52 |
| 20     | 2012 | Anthony Reid      | Chevron GR8 GT3                | 0:46.46 |
| 21     | 2013 | Justin Law        | Jaguar XJR8/9                  | 0:45.95 |
| 22     | 2014 | Sébastien Loeb    | Peugeot 208 T16 Pikes Peak     | 0:44.60 |
| 23     | 2015 | Olly Clark        | Subaru Impreza "Gobstopper II" | 0:44.91 |
| 24     | 2016 | Olly Clark        | Subaru Impreza "Gobstopper II" | 0:46.23 |
| 25     | 2017 | Justin Law        | Jaguar XJR-12D                 | 0:46.13 |
| 26     | 2018 | Romain Dumas      | Volkswagen I.D. R              | 0:43.86 |
| 27     | 2019 | Romain Dumas      | Volkswagen I.D. R              | 0:42.32 |
| 28     | 2021 | Robert Bell       | McLaren 720S GT3X              | 0:45.01 |
| 29     | 2022 | Max Chilton       | McMurtry Spéirling             | 0:39.08 |
| 30     | 2023 | Marvin Kirchhöfer | McLaren Solus GT               | 0:45.34 |
| 31     | 2024 | Romain Dumas      | Ford SuperVan                  | 0:43.99 |

Quellen:
Seit 2007 findet für Rallyeautos ein eigener Wettbewerb auf einem Rallyekurs statt. Die in unmittelbarer Nähe zum Ziel des Bergrennens gelegene „Forest Rally Stage“ führt auf 2,5 km Länge U-förmig über einen notdürftig geschotterten Waldweg, den die Teilnehmer in rund zweieinhalb Minuten meistern. Mit dabei sind legendäre Rallyeautos wie Lancia Stratos, Ford RS200, Audi Sport quattro, Opel Manta 400 oder der Colin McRae R4.

## Galerie

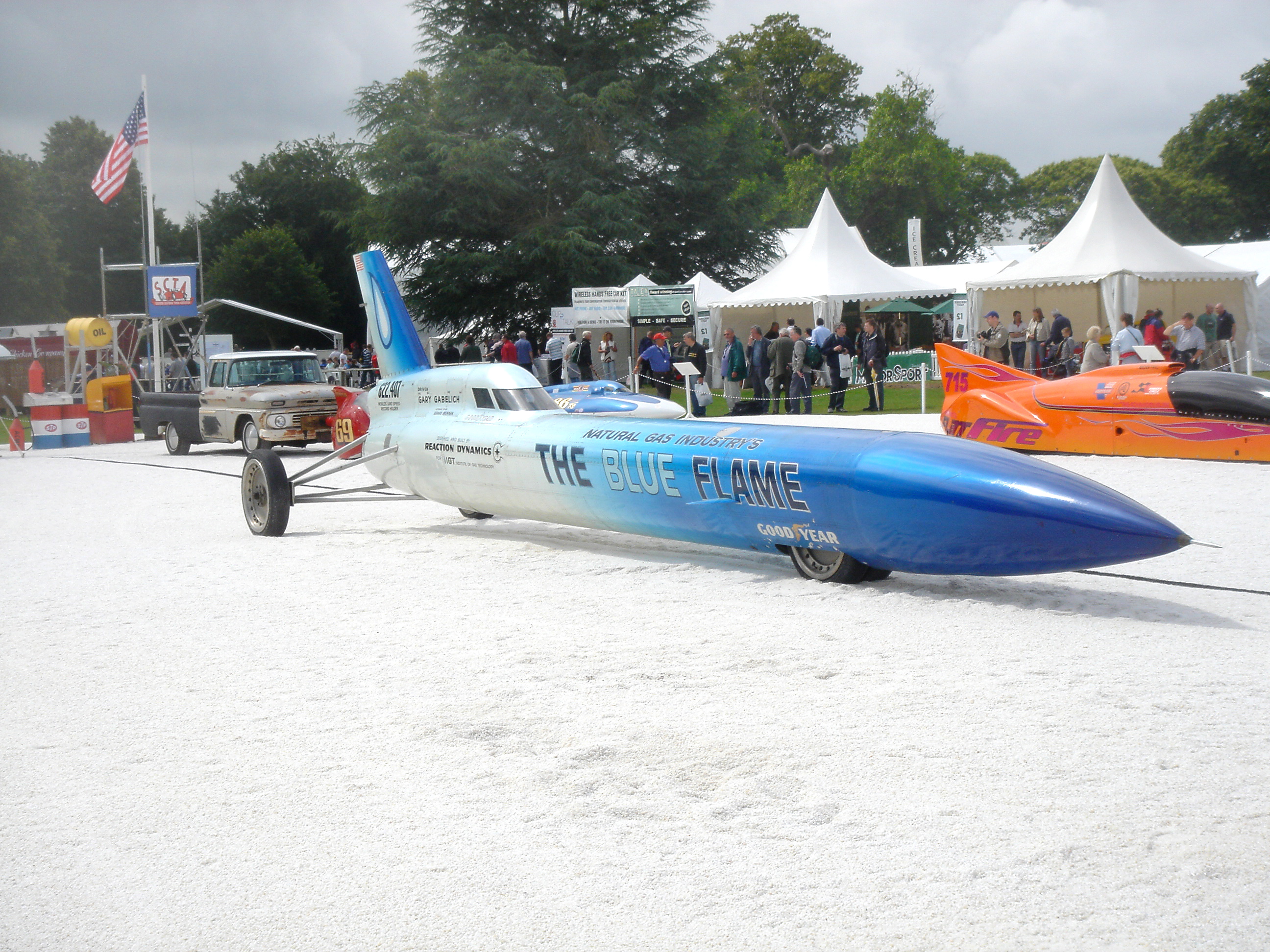
The Blue Flame & andere Hochgeschwindigkeits-Fahrzeuge, FoS 2007
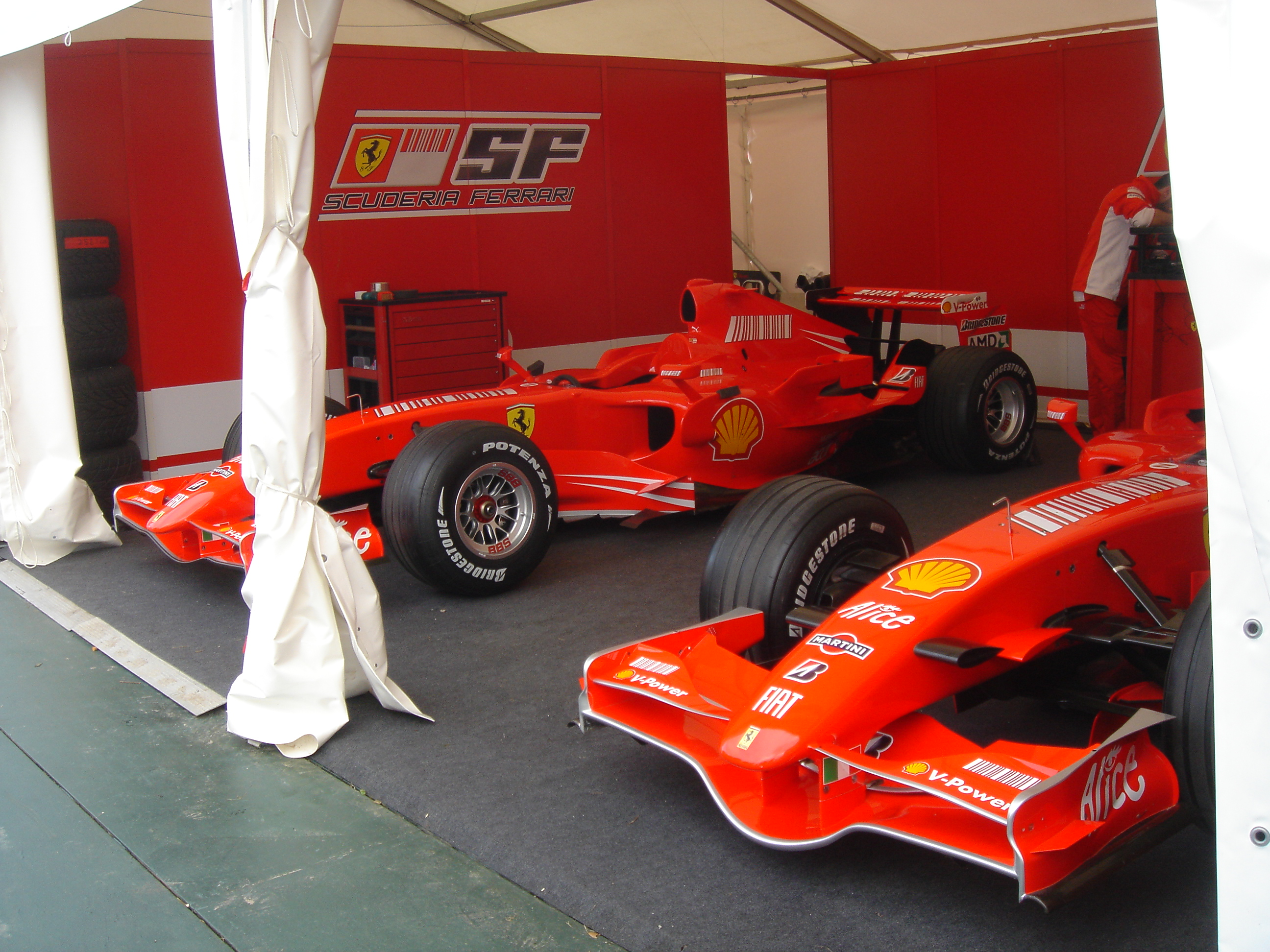
Scuderia Ferrari mit zwei F1 Modellen 248 F1 aus 2006, FoS 2007
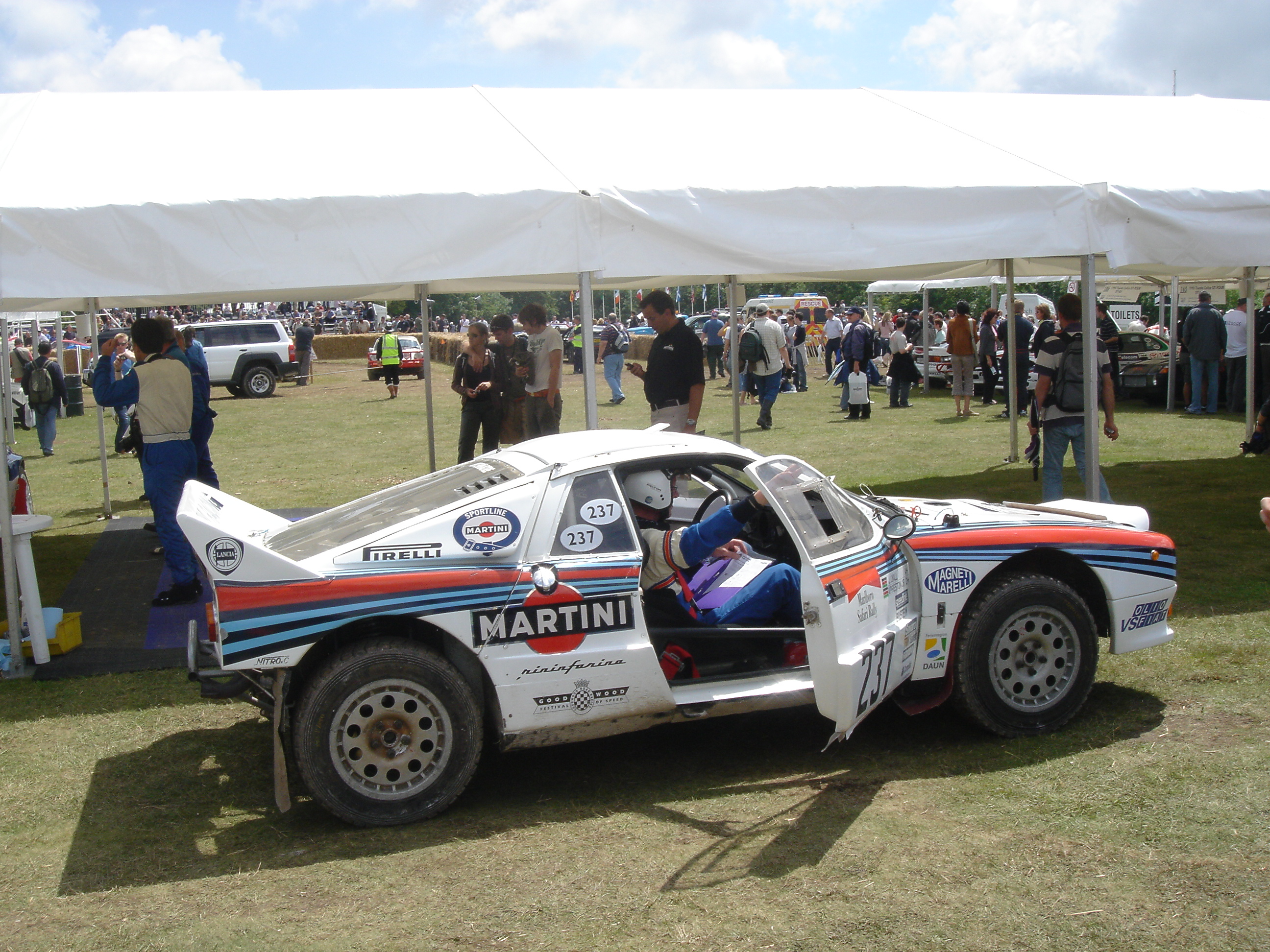
Lancia Rally 037 vor dem Start der Forest Rally Stage, FoS 2007
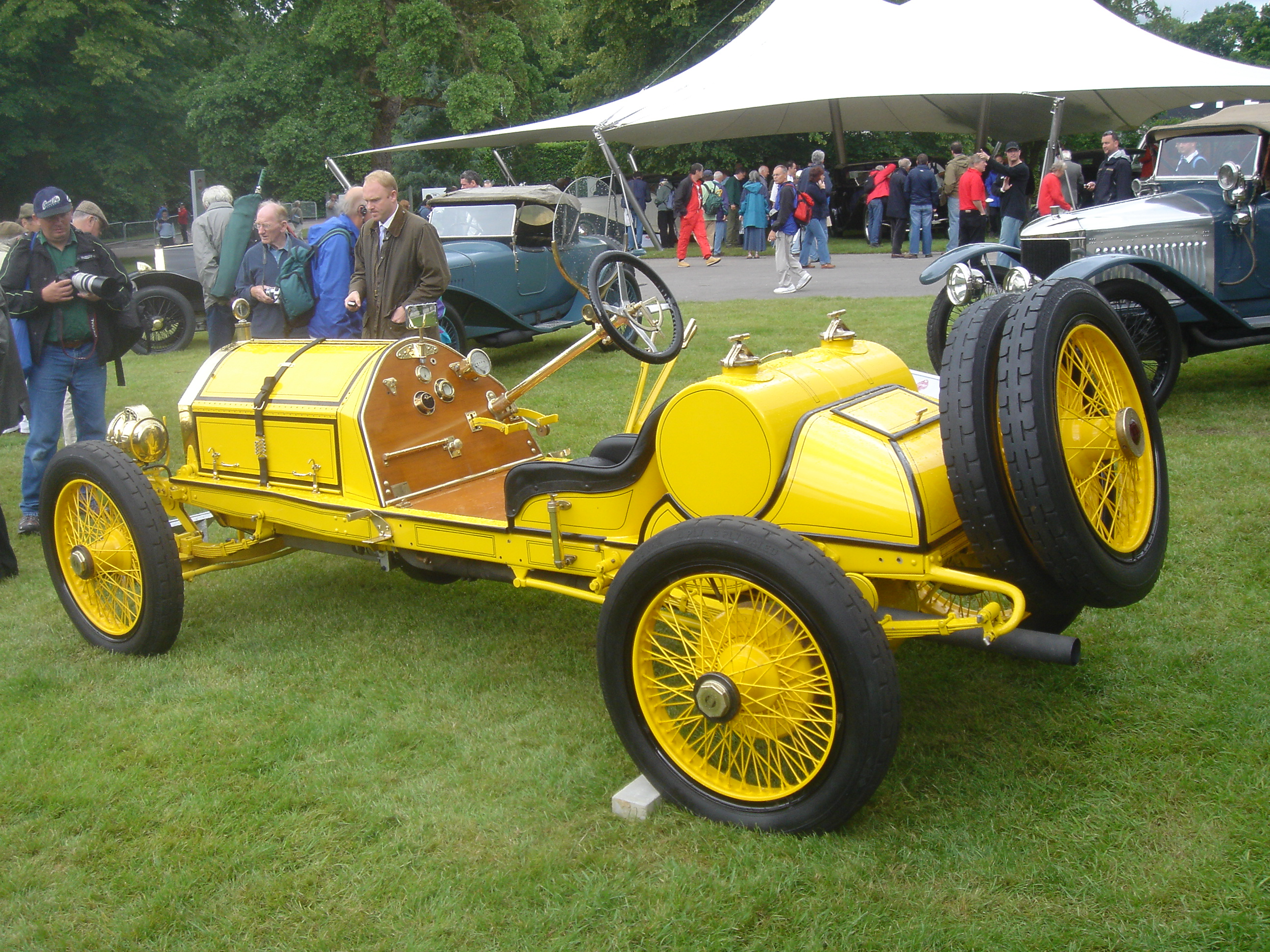
Mercer Raceabout von 1912, FoS 2007
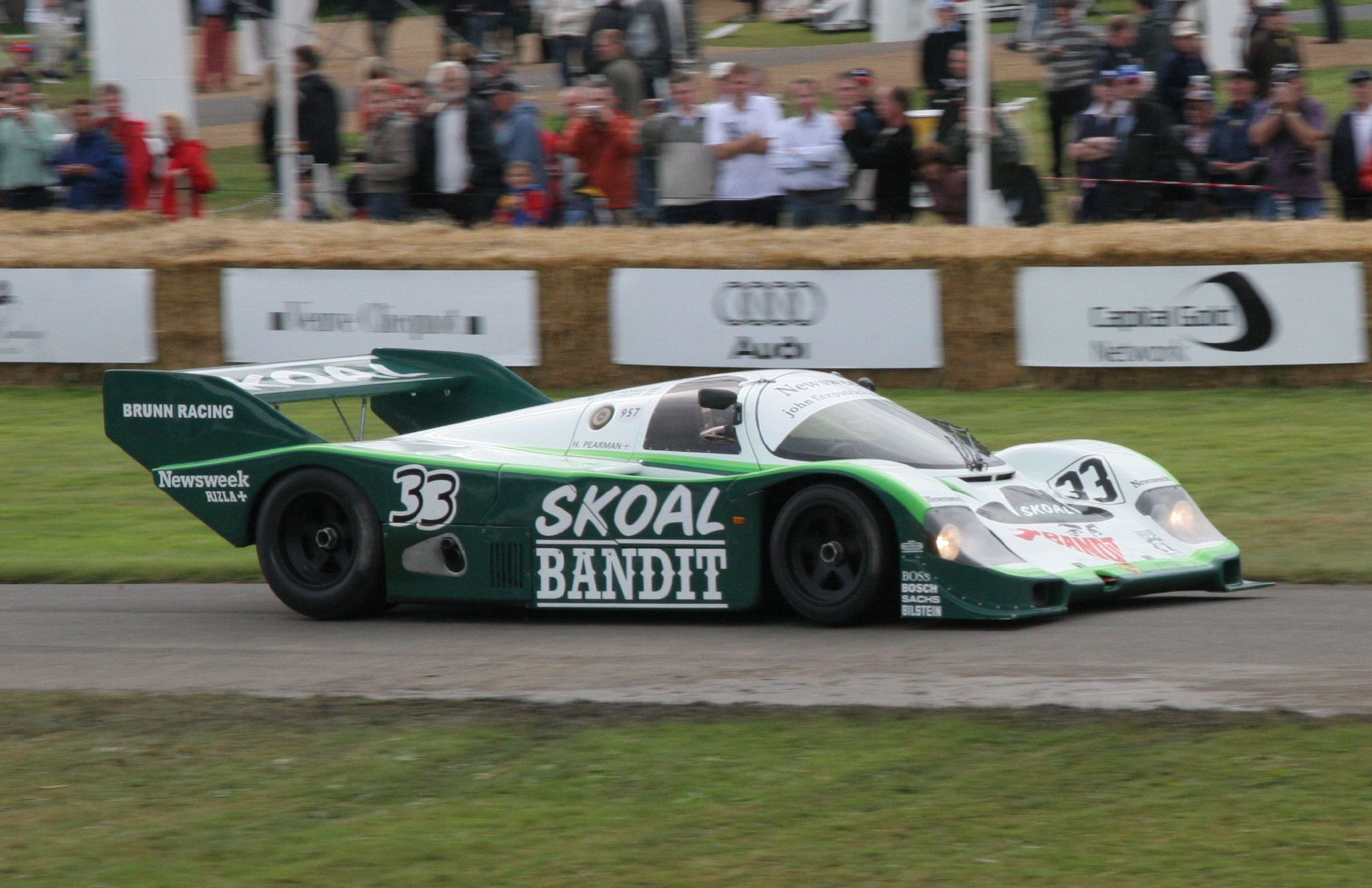
Martin Koenig (GB), Porsche 956 B, Brunn Racing / Chassis 956-114, 2007
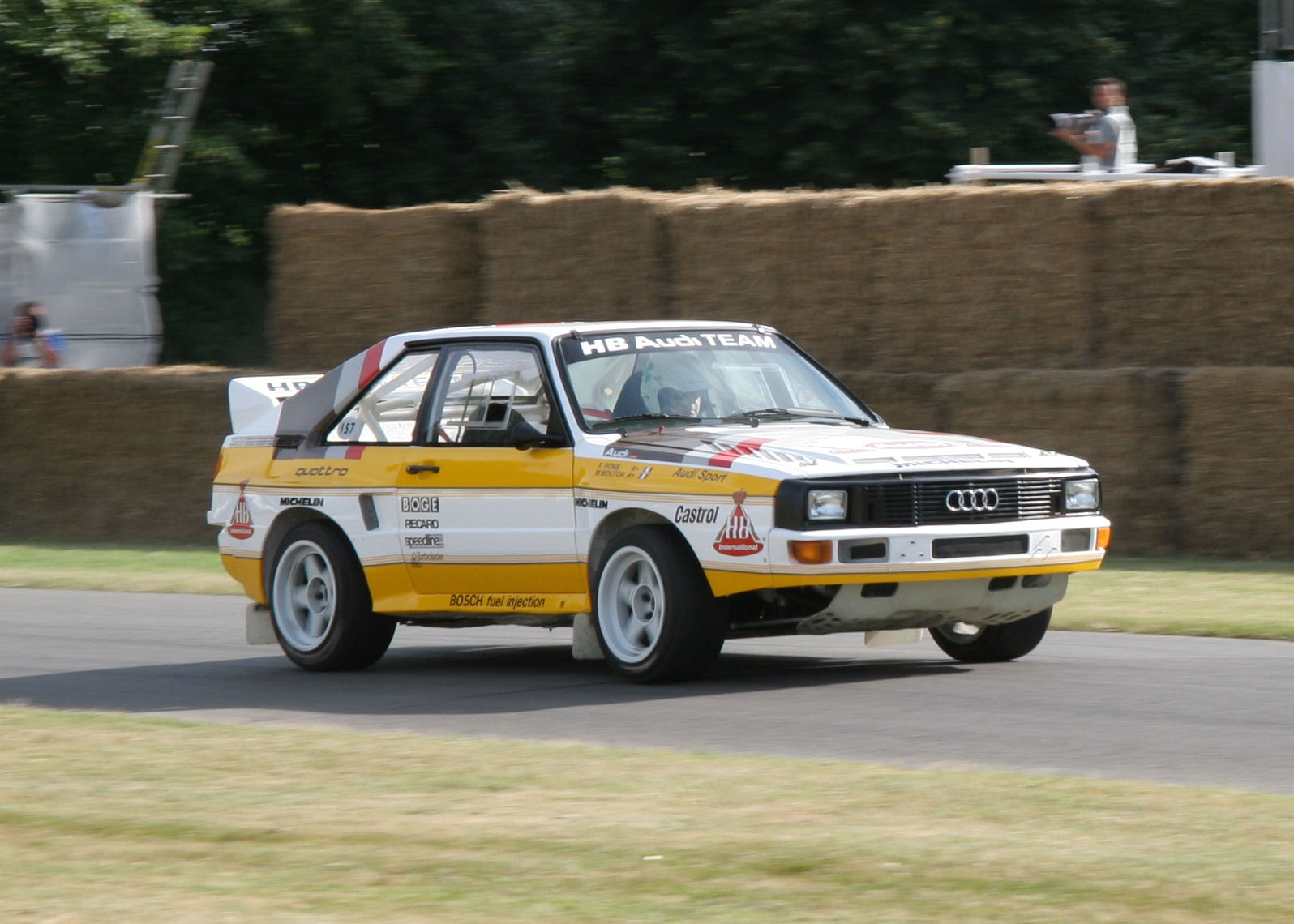
Audi Sport quattro. Gewinner des Pikes Peak International Hill Climb 1985 unter Michèle Mouton, FoS 2006
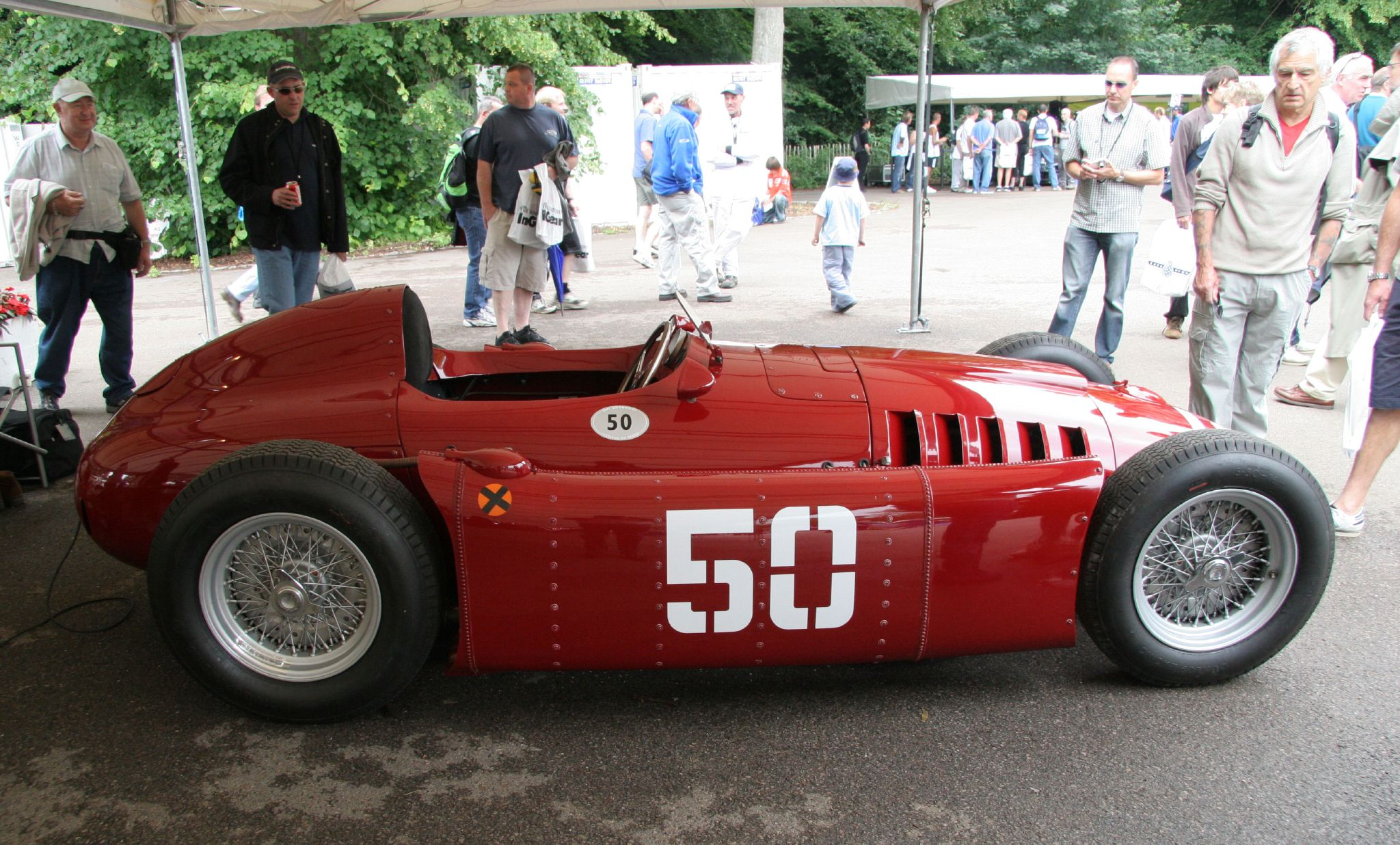
Lancia D50, 1954, FoS 2007
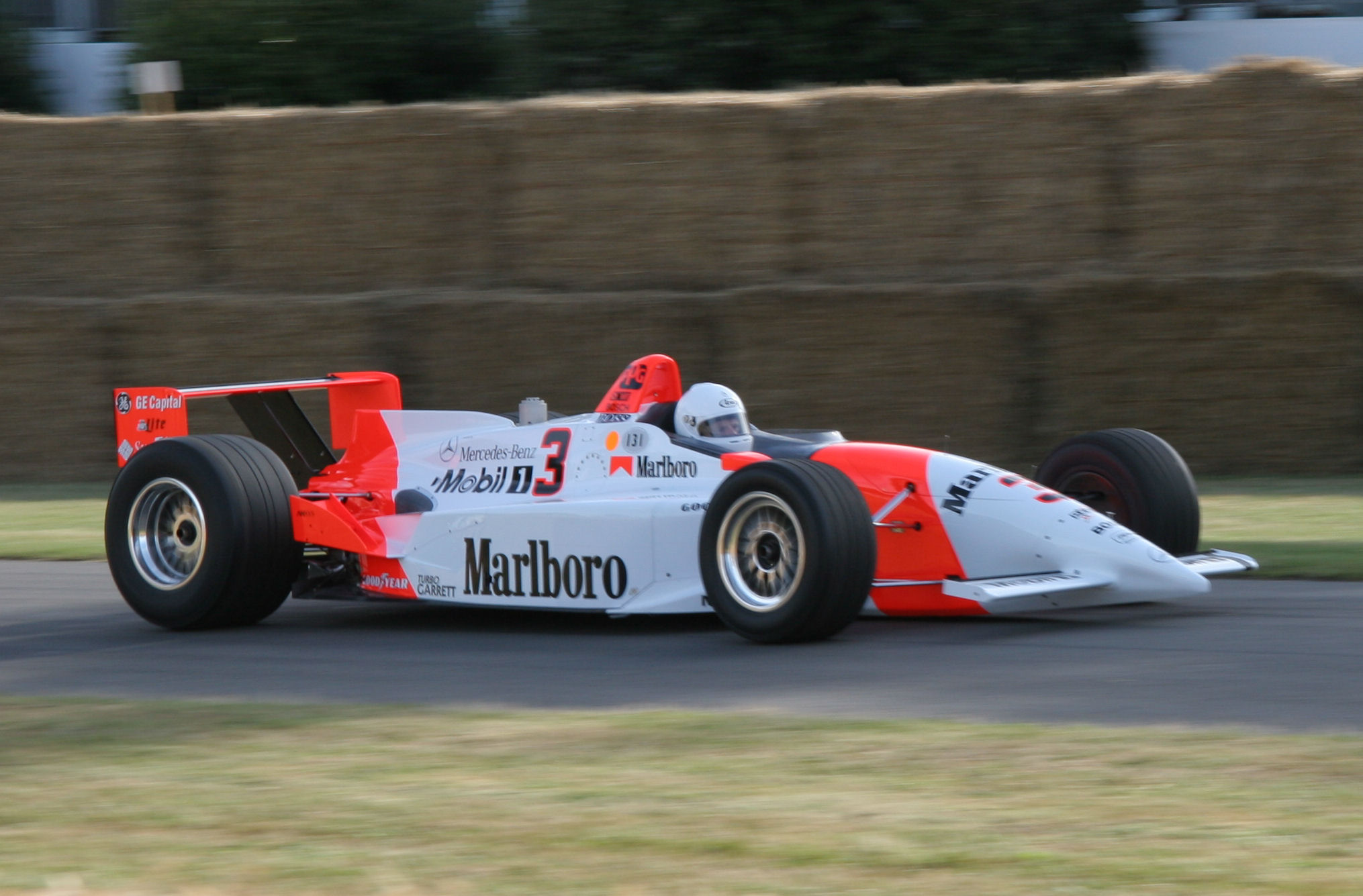
Paul Tracys 1997 Penske PC-26 Champ Car, FoS 2006
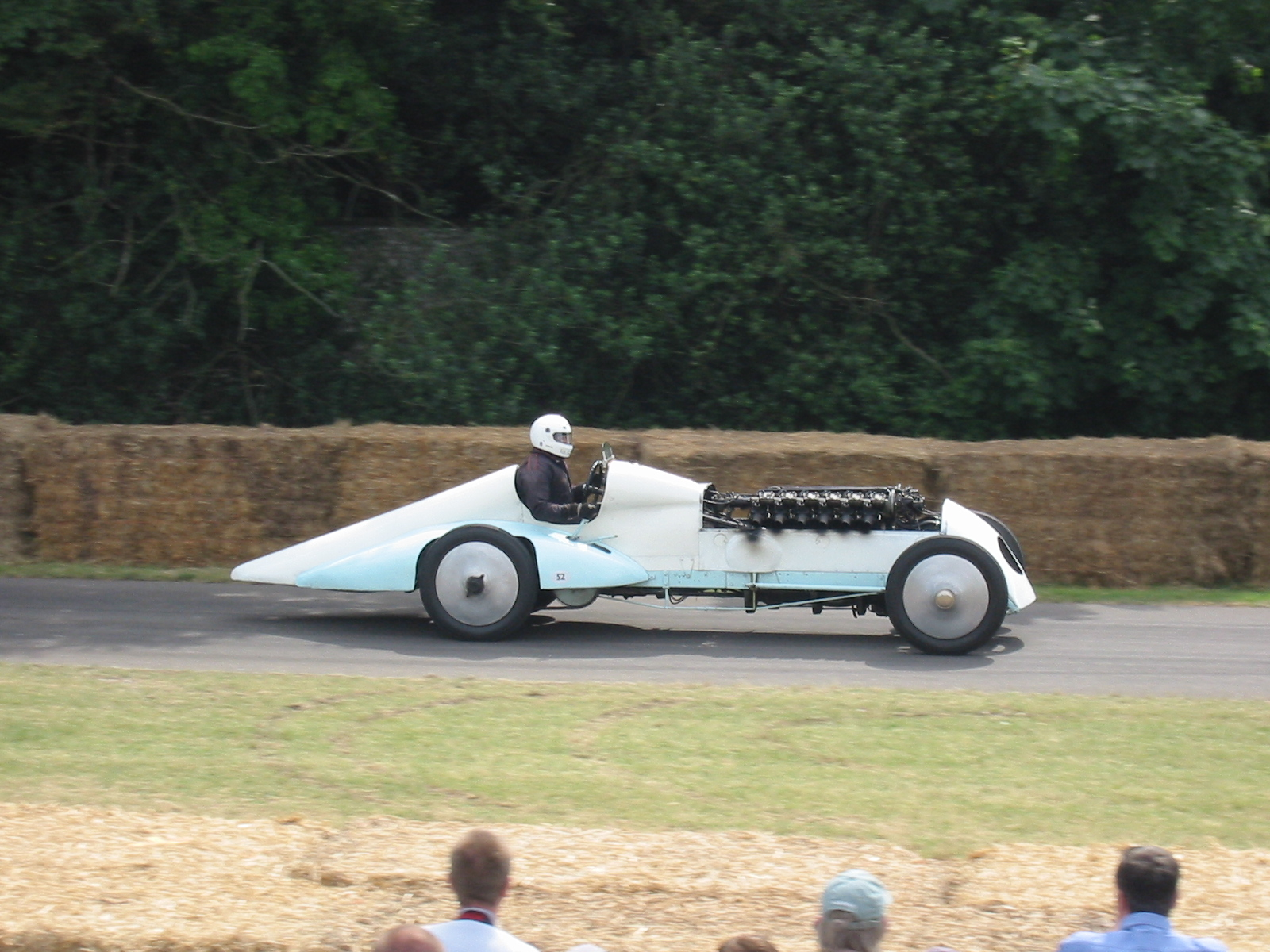
Der wiederaufgebaute Chitty Bang Bang IV, Higham Special bzw. "Babs" FoS 2005